# Theodor Gustav Werner
Theodor Gustav Werner (* 25. Juli 1895 in Hannover; † 13. April 1975) war ein deutscher Wirtschaftshistoriker. Er war Begründer der wirtschaftsgeschichtlichen Zeitschrift Scripta Mercaturae.

## Leben
Theodor Gustav Werner entstammt bürgerlichen Verhältnissen in Hannover, wo sein Vater als Papiergroßhändler wirkte und ein Hotel am Klagesmarkt betrieb. Dort besuchte er die Bürgerschule und Städtische Höhere Handelsschule. Nach einer dreijährigen kaufmännischen Lehre war er zunächst in einer Kolonialwarengroßhandlung und anschließend als Kaufmann in der Keksfabrik Bahlsen tätig, zuletzt als Korrespondent und Abteilungsleiter. Nach dem Ersten Weltkrieg begab sich Werner in die Selbständigkeit und gründete eine Feinkostgroßhandlung in Hannover.
In dieser Zeit begann er genealogische sowie heimatgeschichtliche Studien und publizierte Aufsätze in historischen Zeitschriften, Tageszeitungen und Familienschriften. Ab 1925 nutzte er Reisen für Archivbesuche. Seither hörte Werner wirtschaftsgeschichtliche Vorlesungen, so an der Handelshochschule in Köln, bei Heinrich Sieveking an der Universität Hamburg, bei Alfred Doren an der Universität Leipzig und bei Jakob Strieder an der Universität München. 1937 ging Werner zunächst ins europäische Ausland. Nach Aufenthalten in Wien, Zürich, Stockholm und London übersiedelte er schließlich nach Brasilien, nach Rio de Janeiro und Sao Paulo. Nach dem Zweiten Weltkrieg kehrte er 1951 nach Deutschland zurück und ließ sich in München nieder, wo er ein Übersetzungs-, Schreib- und Vervielfältigsbüro einrichtete und sich nebenbei bis zu seinem Tod wissenschaftlich und schriftstellerisch betätigte.
In seinen wirtschafts- und handelsgeschichtlichen Studien befasste er sich vornehmlich mit dem Bergbau des 16. Jahrhunderts und den dahinterstehenden Finanzverflechtungen insbesondere zu den Kaufleuten in Nürnberg. So veröffentlichte er 1935 eine Studie über den Annaberger Bürgermeister und Fundgrübner Caspar Kürschner, der durch den Silberbergbau in der Himmlisch Heer-Fundgrube zu Reichtum gekommen war. Im Folgejahr publizierte er eine Untersuchung über das fremde Kapital Bergbau der erzgebirgischen Bergstadt Annaberg. Auf die westlich gelegene Bergstadt Schneeberg fokussierte er sich um 1970 mit zwei Studien über die Beteiligung von Nürnbergern an der Zeche Rappolt, die vor 1500 von der Patrizierfamilie Rappolt begründet worden war, und an anderen Schneeberger Bergwerks- und Metallhandelsunternehmungen. Sein Interesse ging über das Erzgebirge hinaus, so auf den Stalhof der deutschen Hanse in London bzw. auch auf überseeische Aktivitäten wie die Beteiligung der Nürnberger und Augsburger Patrizierfamilien Welser und Fugger an der Gründung von Buenos Aires oder das Kupferhüttenwerk des Nürnbergers Hans Tetzel im heutigen Dorf El Cobre bei Santiago de Cuba.
1967 begründete er die wirtschaftsgeschichtliche Zeitschrift Scripta Mercaturae, die er zunächst gemeinsam mit seiner Frau verlegte. Mit der Herausgabe dieser Zeitschrift verfolgte er das Ziel, Abhandlungen zur Geschichte des Handels und der Weltwirtschaft bis zum Beginn des neunzehnten Jahrhunderts zu publizieren. Friedrich-Wilhelm Henning übernahm die Redaktion nach Werners Tod.
Hermann Kellenbenz bezeichnete Werner in einem Nachruf in der Vierteljahrschrift für Sozial- und Wirtschaftsgeschichte als einen „Gelehrten von Ruf“, seine Zeitschrift und seine eigenen Veröffentlichungen hätten ihn zur Autorität gemacht.

## Schriften (Auswahl)
- Der Annaberger Bürgermeister und Bergbauunternehmer Caspar Kürschner und die Himmlisch Heer Fundgrube. Ein Beitrag zur Geschichte des erzgebirgischen Bergbaues im 16. Jahrhundert (= Mitteilungen des Vereins für Geschichte von Annaberg und Umgebung. Band 7). Annaberg 1935, DNB 578318857.
- Aus der Geschichte des erzgebirgischen Dorfes Bärenwalde und über die wirtschaftliche Lage seiner Bevölkerung im 16. Jahrhundert, Kirchberg/Sa. 1936, DNB 365634247.
- Das fremde Kapital im Annaberger Bergbau und Metallhandel des 16. Jahrhunderts. In: Neues Archiv für sächsische Geschichte und Altertumskunde, Band 57/58, 1936/37, S. 113–179, 1–47, 136–201,  urn:nbn:de:bsz:14-db-id168878151X2
- Europäisches Kapital in ibero-amerikanischen Montanunternehmungen des 16. Jahrhunderts. In: Vierteljahrschrift für Sozial- und Wirtschaftsgeschichte. 40. Band, 1961, S. 19–55.
- Das Kupferhüttenwerk des Hans Tetzel aus Nürnberg auf Kuba (1545–1571) und seine Finanzierung durch europäisches Finanzkapital. In: Vierteljahrschrift für Sozial- und Wirtschaftsgeschichte. 48. Band, 1961, S. 290–328 und S. 445–502.
- Die Beteiligung der Nürnberger Welser und Augsburger Fugger an der Eroberung des Rio de la Plata und der Gründung von Buenos Aires. In: Beiträge zur Wirtschaftsgeschichte Nürnbergs. Band 1, 1967, S. 494–592.
- Die grosse Fusion der Zechen um den Rappolt in Schneeberg unter Führung der Nürnberger von 1514. In: Mitteilungen des Vereins für Geschichte der Stadt Nürnberg. Band 56, 1969, S. 214–250, Fortsetzung in Band 57, 1970, S. 150–175 und Band 58, 1971, S. 102–115.
- Regesten und Urkunden über Beteiligungen von Nürnbergern an der Zeche Rappolt und an anderen Schneeberger Bergwerks- und Metallhandelsunternehmungen. In: Mitteilungen des Vereins für Geschichte der Stadt Nürnberg. Band 59, 1972, S. 40–84, Fortsetzung in Band 60, 1973, S. 153–194.
- Der Stalhof der deutschen Hanse in London in wirtschafts- und kunsthistorischen Bildwerken. In: Scripta mercaturae. 1973, Heft 2, S. 1–118.